# Daniel Murphy (Baseballspieler)
Daniel Thomas Murphy (* 1. April 1985 in Jacksonville, Florida) ist ein ehemaliger US-amerikanischer Baseballspieler in der Major League Baseball (MLB). Murphys Stammposition war die des Second Basemans, er wurde aber auch als First Baseman und Outfielder eingesetzt.

## Karriere
2006 wurde Murphy in der 13. Runde des MLB Drafts von der Baseball-Organisation der New York Mets als Amateur verpflichtet. Sein Gehalt beläuft sich von 2009 bis dato auf schätzungsweise rd. 26,4 Mio. USD. Dan Murphy wurde zum Ersatzspieler des MLB All-Star Game 2014 nominiert. Nach der Saison 2015 lehnte Murphy das neue Vertragsangebot der Mets ab und war ab November 2015 Free Agent. Im Januar 2016 unterschrieb er Vertrag über drei Spielzeiten bei den Nationals. Am 21. August 2018 wurde Daniel Murphy zu den Chicago Cubs getestet.

## Privates
Am 9. Juni 2014 war Murphy einer Einladung des Weißen Hauses gefolgt, eine Rede für die staatliche Initiative Working Families Summit zu halten.